# Formigueret cuabarrat
El formigueret cuabarrat (Myrmotherula urosticta) és una espècie d'ocell de la família dels tamnofílids (Thamnophilidae).

## Hàbitat i distribució
Habita els boscos de les terres baixes del sud-est del Brasil.